# António José Cabral
António José Cabral (* 1949) ist ein portugiesischer Wirtschaftswissenschaftler.

## Werdegang
Cabral studierte Wirtschaftswissenschaften und schloss 1971 am Instituto Superior de Economia in Lissabon ab. Nach dem Militärdienst trat er 1975 in den Dienst des portugiesischen Planungsministeriums und war dort mit Wirtschaftsanalysen und Prognosen betraut. 1978 wechselte er in die Forschungsabteilung der Banco de Portugal und wurde 1986 zu deren stellvertretendem Direktor ernannt.
Im November 1988 wechselte er zur Europäischen Kommission und bekleidete in der Generaldirektion Wirtschaft und Finanzen verschiedene Funktionen. Er war zunächst Berater, ab 1989 Abteilungsleiter, ab 1992 Direktor der Abteilung Volkswirtschaften und ab Mai 2002 stellvertretender Leiter der Generaldirektion. Seit November 2004 ist er Berater von Kommissionspräsident José Manuel Barroso.
Von 1972 bis 1975 lehrte er am Instituto Superior de Economia. Von 1976 bis 1988 war er Assistent an der Katholischen Universität Portugals.

## Ehrungen
- 2011: Großoffizier des Ordens des Infanten Dom Henrique